# Dopolavoro Aziendale Ilva Trieste
Il Dopolavoro Aziendale Ilva Trieste è stato una società italiana di pallacanestro con sede a Trieste. Nasceva come circolo dopolavoro dell'acciaieria ILVA.
Ha disputato due stagioni nella massima serie femminile, vincendo quella dell'esordio. Questa è stata la formazione campionessa d'Italia 1939-1940: Mafalda Alessandrini, Etta Ballaben, Bianca Cuderi, Danira Masutti, Fernanda Nova, Pia Puntar, Alice Plet, Iolanda Vido, Silvana Rocco, Simich; allenatore Silvio Longhi.
Ha anche disputato una stagione in Serie A maschile.

## Cronistoria
| Cronistoria del Dopolavoro Aziendale Ilva Trieste |
| --- |
| Maschile - 1941-1942 · 1ª nel Girone I di Serie B, vince il girone finale, promossa in Serie A. - 1942-1943 · 7ª in Serie A. - 1944 · rinuncia a partecipare al campionato italiano. Femminile - 1939-1940 · 1ª nel Girone C di Divisione Nazionale, 1ª nel Girone finale, Campione d'Italia (1º titolo). - 1940-1941 · partecipa al Girone B di Serie A, non si iscrive al campionato seguente. |